# Hoedown Throwdown
Hoedown Throwdown är en sång framförd av den amerikanska sångerskan Miley Cyrus. Den släpptes som en marknadsföringssingel från soundtracket Hannah Montana: The Movie. "Hoedown Throwdown" sändes till Radio Disney den 13 februari 2009 och släpptes sedan via iTunes Store den 10 mars 2009 med en exklusiv intervju som B-sida. Även en karaoke version finns tillgänglig. "Hoedown Throwdown" är en instruktionsdans-sång med influenser av country, pop, R&B och hiphop, samt danssteg. Koreografin designades av Jamal Sims och införlivar influenser av line dance.

## Bakgrund

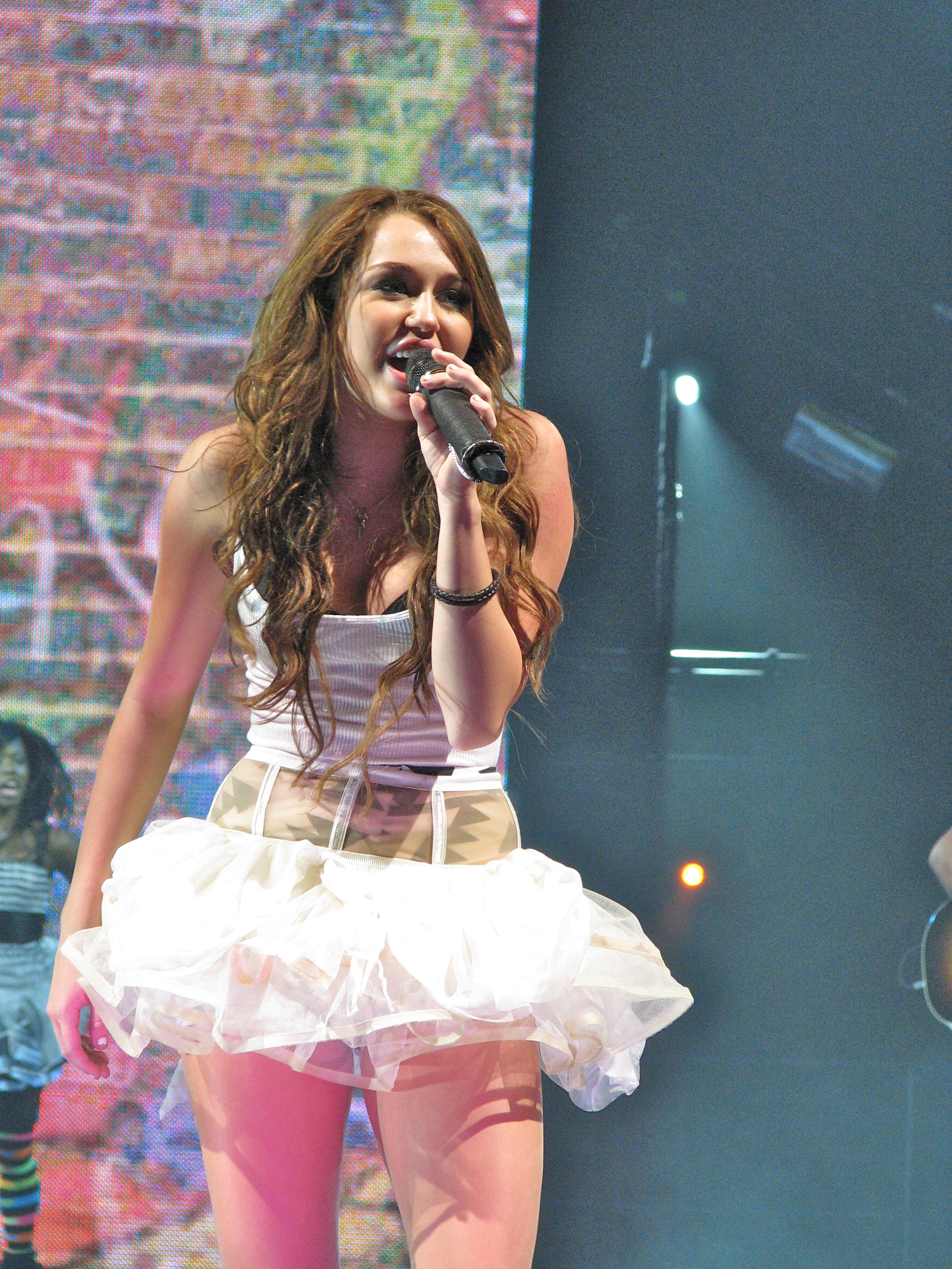
Cyrus framför "Hoedown Throwdown" live.

"Hoedown Throwdown" skapades för musikfilmen Hannah Montana: The Movie, där Miley Cyrus spelar en känd popstjärna som skickas till den amerikanska södern för att ansluta sig till sina gamla rötter och familj. Filmens regissör, Peter Chelsom, kände att filmen behövde ett stort dansnummer, liknande "Macarena" eller "Fågeldansen". Chelsom visste att han ville ha en sång där Cyrus karaktär, Miley Stewart, nämner danssteg som fångar Cyrus "riktiga fånighet fysiskt". Dessutom så ville Chelsom att sången skulle representera Miley Stewarts två världar, genom att "kombinera Miley Stewarts L.A. hiphop/pop stil med hennes countryrötter". Eftersom sången är en instruktionsdans-sång så blev det ett pågående samarbete mellan Chelsom, koreografen Jamal Sims, Miley Cyrus, samt låtskrivarna Adam Anders och Nikki Hasman. Enligt Chelsom så refererades samarbetet som "The Project" innan det namngavs "Hoedown Throwdown". Sången fick även smeknamnet "Miley's Macarena". "Hoedown Throwdown" släpptes som en marknadsföringssingel från soundtracket Hannah Montana: The Movie den 10 mars 2009.

## Topplistor
| Lista (2009)                      | Topplacering |
| --------------------------------- | ------------ |
| Australien (ARIA Charts)          | 20           |
| Europa (European Hot 100)         | 50           |
| Irland (IRMA)                     | 10           |
| Kanada (Canadian Hot 100)         | 15           |
| Norge (VG-lista)                  | 17           |
| Nya Zeeland (RIANZ)               | 40           |
| Schweiz (Swiss Singles Chart)     | 87           |
| Storbritannien (UK Singles Chart) | 18           |
| Tyskland (Media Control Charts)   | 66           |
| USA (Billboard Hot 100)           | 18           |
| USA (Pop 100)                     | 29           |
| Österrike (Ö3 Austria Top 40)     | 41           |